# P-90 (ピックアップ)
P-90（ピー・ナインティ）とは、ギブソン社が開発したエレクトリックギター用のシングルコイルタイプのピックアップである。シングルコイルピックアップはフェンダー社のストラトキャスターに搭載されたものがもっとも有名であるが、P-90は後述の独特の音質が特徴で、これを愛する根強いファンが多い。

## 特徴

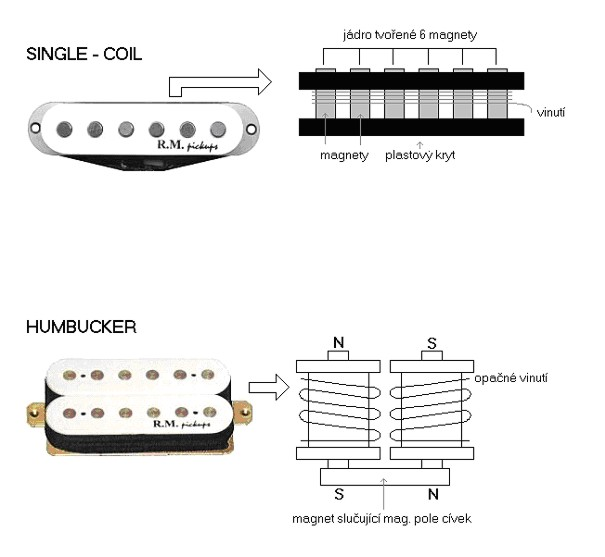
ピックアップの構造図

P-90は、フェンダー社製のシングルコイルピックアップと外見が異なり、より大きなボディと巻数の多いコイル構造、独立して高さ調節が可能なポールピースが特徴である。
音質やキャラクターもかなり異なり、音抜けの良さとコシを持った甘く太いサウンドで、同時にシングルコイルならではの歯切れの良さも兼ね備えている。その音質を生かして、ジャズやブルース、ロックンロールなどのジャンルで愛好者が多い。
出力が大きいため、ホロウボディのギターに搭載した場合、ハウリング（フィードバック）しやすいのが難点でもあるが、その欠点を逆手にとって演奏する場合もある。

## カバー形状・材質
P-90はカバーの形状によってドッグイヤー型（両端に取付用の耳があるタイプ）とソープバー型（両端に耳がない石鹸型タイプ）に分けられ、前者はセミアコースティックギター、フルアコースティックギター、1個だけ載せる（シングルピックアップ）ソリッドギターに使われ、後者は2個以上載せるソリッドギターに採用された。両者で音の違いはないが、材質が異なるものでは微小な音の違いがある。特殊な例として、ギブソン・J-160Eにはカバーが使われず、小さなプレートを介して本体を直接ボディ裏にネジ止めする方式が採用され、エピフォン・カジノでは金属製のカバーに収められた。

## ヴァリエーション
P-90と同構造で、ハムバッキングピックアップのサイズのケースに収めたP-94というタイプも同社より発売されている。
また、P-90と外見がよく似た同社のピックアップで、P-100（ES-135、近年のレスポール・スペシャルなどに採用）があるが、これはコイルを2つ重ねノイズを減らしたハムバッキング構造であり、音質もかなり異なる。
P-90の人気を反映し、他のメーカー又はブランドでもP-90に似たタイプ、あるいはその音質の再現を目指したピックアップが製造されている。一例としてセイモア・ダンカン製、ディマジオ製が挙げられるが、各社それぞれのカラーがあり、完全に互換性があるわけではない。

## 採用ギターの一例

### ドッグイヤー型

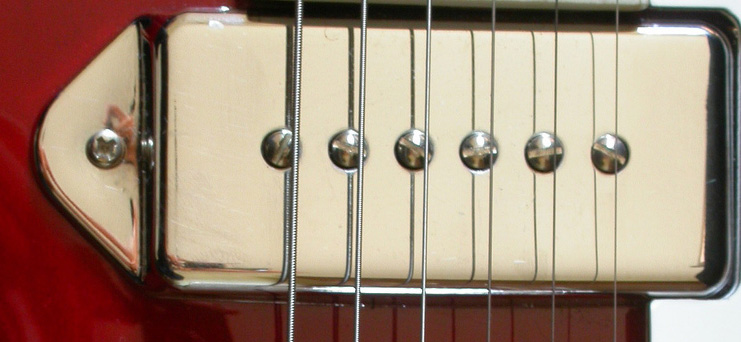
ドッグイヤー型 P-90

- ギブソン・レスポール・ジュニア（Gibson Les Paul Jr.）
- ギブソン・ES-125（Gibson ES-125）
- ギブソン・ES-175（Gibson ES-175）
- ギブソン・ES-330（Gibson ES-330）
- ギブソン・SGジュニア（Gibson SG Jr.）
- エピフォン・カジノ（Epiphone Casino）

### ソープバー型

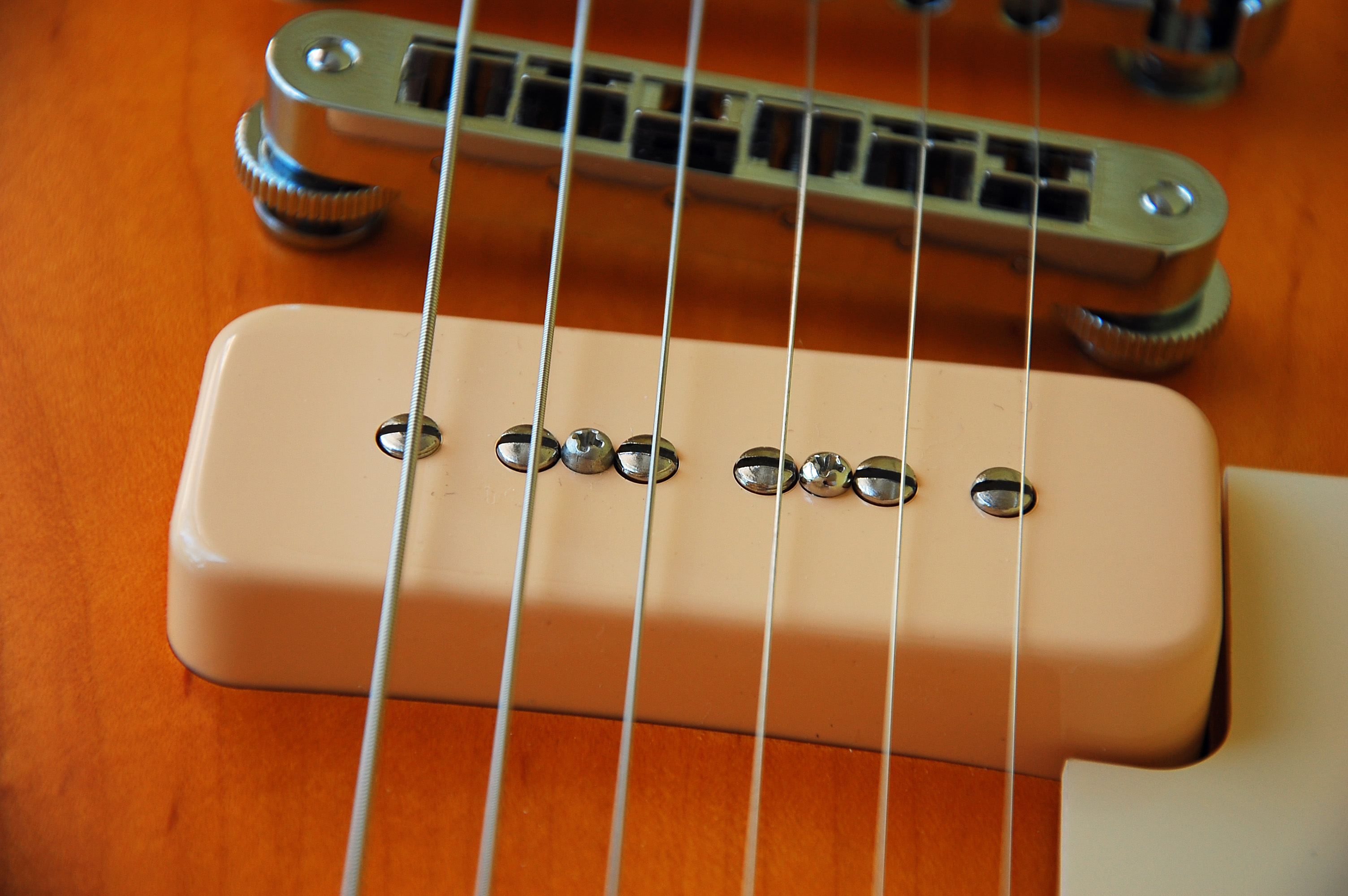
ソープバー型 P-90

- ギブソン・SGスペシャル（Gibson SG Special）
- ギブソン・SGクラシック（Gibson SG Classic）
- ギブソン・ファイヤーバード・ノンリバース（Gibson Firebird/Non-Reverse）
- ギブソン・レスポール（Gibson Les Paul） - 1952-1956年

- ギブソン・レスポール・スペシャル（Gibson Les Paul Special）

- ギブソン・エクスプローラーIII（Gibson Explorer III） - 1984-1985年

### カバー無し
- ギブソン・J-160E（Gibson J-160E）
- ギブソン・CF-100E（Gibson CF-100E）

## 文献
ロブ・ローレンス『レスポール大名鑑1915～1963 写真でたどるギブソン・ギター開発全史』（ブルース・インターアクションズ、2011年）ISBN 978-4-86020-390-0